# Šempolaj
Šempolaj (italijansko San Pelagio) je kraško kmetijsko naselje nad Nabrežino na slovenskem etničnem ozemlju v Občini Devin - Nabrežina. Po podatkih ima 250 prebivalcev.
Sestavlja ga zgodovinsko jedro stavb v kraškem slogu, ki se nahaja ob cesti, ki povezuje glavno naselje občine z državno mejo s Slovenijo, ki je oddaljena nekaj sto metrov severno od naselja. Po drugi svetovni vojni se je razširilo z gradnjo sodobnejših hiš in manjših kmetijskih obratov. Malo naselje leži na zavidljivi legi s čudovitim razgledom na Tržaški zaliv. Je pomembno vinogradniško središče.

## Zgodovina
Vas je bila prvič omenjena leta 1421 pod imenom Sancto Pellagio. Bila je upravno središče, ki so mu pripadale tudi Nabrežina, Praprot, Brišče in Samatorca; leta 1524 so bile v devinski urbarij vključene tudi Slivno, Prečnik, Trnovca in ne več obstoječi kraj Rubiach.
Občina Šempolaj je bila ukinjena leta 1928 in združena z občinami Nabrežina, Devin, Mavhinje in Slivno v novo Občino Devin - Nabrežina.
V vasi sta občinski vrtec in osnovna šola, ki je posvečena Stanku Grudnu, oba s slovenskim učnim jezikom. V vasi deluje tudi kulturno društvo Vigred, ki je bilo ustanovljeno v šestdesetih letih 20. stoletja.
V vasi se nahaja park "Lupinc Škaljunk", v katerem so med prvo svetovno vojno ruski ujetniki zgradili jarek. V njem so se takrat na avstro-ogrskem ozemlju borili poljski, češki, madžarski in bosanski vojaki.

## Znani krajani

### Rojeni v Šempolaju
- Alojz Rebula (1924-2018), pisatelj, dramaturg, esejist, prevajalec
- Zoran Lupinc (* 1961, Šempolaj), igralec diatonične harmonike, po poklicu pedagog.

## Galerija
- Mejni prehod Šempolaj
- Zvonik